# Leptotogea alutacefera
Leptotogea alutacefera là một loài tò vò trong họ Ichneumonidae.